# Myioborus cardonai
La candelita de Cardona (Myioborus cardonai) es una especie de ave paseriforme de la familia Parulidae endémica de Venezuela.

## Descripción
La candelita de Cardona mide alrededor de 13 cm de largo. El plumaje de sus partes superiores es de color gris verdoso, salvo el píleo que es negro y la cola que es negruzca y con las plumas exteriores blancas. En cambio sus partes inferiores son amarillas con cierto tono anaranjado, excepto la parte inferior de la cola, zona perianal y su barbilla que son blancas. Presenta anillos perioculares blancos y un pico negruzco, corto y puntiagudo.

## Distribución y hábitat
Esta especie tiene un área de distribución muy restringida. Se encuentra únicamente en las selvas húmedas de montaña alrededor del cerro Guaiquinima entre los 1200 y 1700 metros de altitud, en el interior del estado venezolano de Bolívar.